# حسین ببی
حسین بَبی (زاده ۱۳۱۵ بجنورد _ درگذشته ۱۸ اردیبهشت ۱۳۸۸ بجنورد) نوازنده دایره بود.

## زندگی و فعالیت هنری
استاد حسین بَبی، فرزند نورمحمد در سال ۱۳۱۵ در شهر بجنورد واقع در استان خراسان شمالی به دنیا آمد. او پس از سه سال تحصیل در مکتب‌خانه، در بازارچه کفاشان بجنورد مشغول کفاشی شد و در سال ۱۳۳۶ به خدمت سربازی اعزام و تا پایان خدمت در گروه موزیک ارتش فعالیت داشت.
او از همان زمان فعالیت هنری‌اش را در زمینه موسیقی مقامی آغاز کرد و تا این اواخر ادامه داد که در این مدت لوح تقدیر و جوایزی نیز کسب کرد. از جمله اخذ لوح سپاس و یادبود در هفتمین جشنواره موسیقی فجر، اخذ دیپلم افتخار در اولین جشنوارهٔ نی‌نوازان پیران، از هیئت داوران، توسط استاد حسن کسایی، تندیس بلورین فستیوال موسیقی کردی در سلیمانیه کردستان عراق، لوح سپاس به مناسبت سومین یادوارهٔ پیران چنگی موسیقی محلی خراسان شمالی، لوح تقدیر به عنوان پیشکسوت در عرصه فرهنگ و هنر استان خراسان شمالی و انتقال تجارب ارزندهٔ موسیقی مقامی به نسل جوان، لوح سپاس موسیقی مقامی شهرستان بجنورد، لوح تقدیر در بیستمین جشنواره موسیقی فجر.

## آثار
استاد حسین ببی به همراه استاد علی آبچوری آثار هنری متعددی از خود به جای گذاشت.
حسین ببی با محمدرضا شجریان و کیهان کلهر در آلبوم شب سکوت کویر همکاری کرد.

## مرگ
استاد حسین ببی روز جمعه، هجدهم اردیبهشت ماه سال ۱۳۸۸ درگذشت.